# Charles Taze Russell

Charles Taze Russell

Charles Taze Russell (* 16. Februar 1852 in Pittsburgh, Pennsylvania; † 31. Oktober 1916 in Pampa, Texas) war Mitgründer der Wachtturm-Gesellschaft (Watchtower Bible and Tract Society, seit 1884), einer religiösen Verlagsunternehmung, und der daran anschließenden Religionsgemeinschaft der Internationalen Bibelforscher-Vereinigung (1910), der heutigen Zeugen Jehovas. Zu Russells Lebzeiten und in der Übergangszeit nach seinem Tod kam es zu Trennungen (Schismen) und Neugründungen von weiteren Bibelforschergemeinschaften.

## Jugend und frühe Entwicklung
Charles Taze Russell war der Sohn von Joseph Lytel und Ann Elisa Birney Russell, beide von schottisch-irischer Herkunft. Er war das zweite von insgesamt fünf Kindern. Seine Mutter starb, als er neun Jahre alt war. Sein Vater schloss sich nach ihrem Tod der Kirche der Kongregationalisten an. 
Russell war durch manche Lehren seiner Kirche irritiert. Er verstand nicht, wie ein Gott der Liebe eine ewige Qual für Sünder anordnen könne. 1869 wurde er von dem adventistischen Prediger Jonas Wendell angeregt, sich intensiv dem Studium der Bibel zu widmen. Russell meinte später dazu: „Ich bekenne daher, dass ich sowohl den Adventisten als auch anderen Denominationen Dank schulde.“ Die Adventisten konzentrierten sich auf die Wiederkunft (Advent) Jesu, und auch für Russell blieb das Thema der Endzeit immer zentral. Die Vorausberechnung der Wiederkunft Jesu für 1874, wie sie manche Adventisten vertraten, führte zu einer großen Enttäuschung.
Im Jahre 1870 gründete er mit Bekannten einen Kreis zur Erforschung der Bibel. Bis 1875 bildeten sie sich aus der Bibel die Meinung, dass
1. es keine unsterbliche Seele gebe, jedoch die Unsterblichkeit als Gabe im himmlischen Reich gewährt werde,
2. Jesu Tod ein Loskaufsopfer für alle Menschen darstelle,
3. die Wiederkunft Christi zunächst unsichtbar erfolge, um die Seinen zu sammeln,
4. die Wiederkunft Christi nicht in erster Linie den Zweck einer Vernichtung habe, sondern einen Segen für die Menschheit bedeute.

## Zusammenarbeit und Abgrenzung
Im Jahr 1876 erhielt Russell eine Ausgabe der Zeitschrift The Herald of the Morning, die von dem Adventisten Nelson H. Barbour in Rochester herausgegeben wurde. Barbour überzeugte Russell davon, dass das Jahr 1874 richtig war, aber dass die Wiederkunft Christi unsichtbar erfolgte. Durch diese Umdeutung konnten die Berechnungen aufrechterhalten werden. Russell schränkte seine geschäftlichen Aktivitäten ein und unterstützte Barbours Zeitschrift, deren Mitherausgeber und Finanzier er wurde. Gemeinsam gaben sie auch das Buch Three Worlds, and the Harvest of This World heraus, in dem sie Gründe für die angebliche Wiederkunft Christi im Jahre 1874 und für „die irdische Phase des Reiches Gottes“ (Ende der Zeiten der Nationen, „Sieben Zeiten“) im Jahre 1914 ausführten.

Die Parallelen, in: Wachtturm-Gesellschaft (Hrsg.): Beröer Handbuch zum Bibelunterricht, Barmen 1912, Anhang Seite 76.

Barbour und Russell arbeiteten bis Anfang 1879 zusammen; dann trennte sich Russell, da er meinte, dass ihre Ansichten in Bezug auf den Wert des Loskaufsopfers zu verschieden seien. Russell gründete daraufhin eine eigene christliche Zeitschrift, nämlich Zion’s Watch Tower and Herold of Christ’s Presence, die ab Juli 1879 mit einer Startauflage von 6.000 Exemplaren erschien und ohne Unterbrechung als Der Wachtturm bis heute erscheint.
1881 wurde die Zion’s Watch Tower Tract Society mit William Henry Conley als Präsidenten und C.T. Russell als Schriftführer und Schatzmeister gegründet. 1884 wurde sie nach den Gesetzen des Staates Pennsylvania als Körperschaft eingetragen und Russell wurde Präsident.
Am 13. März 1879 heiratete Russell Maria Frances Ackley (1850–1938). Die Ehe blieb kinderlos. 1897 trennte sie sich von ihm – es gab schwerwiegende Meinungsverschiedenheiten bei der Redaktion des Wachtturms. 1906 reichte sie die Scheidung ein.
Ein Projekt Russells am Ende seines Lebens war das Photo-Drama der Schöpfung (1914), eine multimedialen Darstellung der Bibelgeschichte, die mit Filmen und Dias aufgeführt wurde, während sie mit Schallplatten synchronisiert wurden. Alle Filme und Dias waren von Hand koloriert. Die Vorführung dauerte acht Stunden. Das Projekt wurde ein großer Erfolg. Das Photo-Drama wurde nach Schätzungen weltweit von acht Millionen Menschen gesehen.

## Hauptwerk: Schriftstudien
Zu seinem umfangreichen Schrifttum zählt auch die ab 1886 erscheinende Buchreihe „Millennium-Tagesanbruch“, die 1904 in „Schriftstudien“ umbenannt wurde. Russell schrieb sechs Bände. Bis 1916 waren knapp 9,4 Millionen Exemplare veröffentlicht worden. Der siebte Band, der sich inhaltlich nur zum Teil auf das stützte, was Russell geschrieben hatte, erschien kurz nach seinem Tod 1917. Darin wurde das Selbstverständnis Russells folgendermaßen formuliert:

„Pastor Russells Warnung an die Christenheit kam direkt von Gott … In allen seinen Warnungen beanspruchte er keine Originalität. Er sagte, daß er seine Bücher niemals selbst geschrieben haben könnte. Alles kam von Gott durch die Erleuchtung des Heiligen Geistes.“

Band 1 hatte den Titel Der göttliche Plan der Zeitalter. Russell meinte, den in der Bibel enthaltenen chronologischen Plan Gottes erkannt zu haben: Mit dem Jahr 1874 habe die sogenannte „große Drangsal“ begonnen, die den Sturz aller weltlichen und kirchlichen Gewalten mit sich bringe – bis spätestens 1914, ab dann werde Gottes Königreich voll in der Welt herrschen.
1914 kam es nicht zum Frieden in der Welt, sondern in Europa begann ein großer Krieg. Damit stellte sich für die männlichen Bibelforscher, allen voran in Deutschland und später auch in den USA, die Frage, wie sie sich bei einer Einberufung zum Wehrdienst verhalten sollten. Dazu hatte sich Russell in Band 6, Die Neue Schöpfung (womit der neugeborene Christ gemeint war), geäußert. Russell erläuterte:

„Sollte aber eine Neue Schöpfung zum Dienst in der Linie beordert werden, so hätte sie dem Befehl zu gehorchen und anzunehmen, daß der Herr, der dies zugelassen, dadurch irgend etwas Gutes für den Ausgehobenen oder für andere wirken will. Gelingt es in diesem Falle nicht, sich zu den Sanitätstruppen versetzen zu lassen, indem man seine Grundsätze dem zuständigen Beamten kurz mitteilt, so bleibe man in der Linie, aber erinnere sich, daß dem Befehl, einen Nebenmenschen niederzuschießen, Gehorsam nicht geschuldet ist.“

Die deutschen Wachtturm-Ausgaben hatten während des Ersten Weltkriegs regelmäßig einen Abschnitt „Briefliches von unserer Brüderschaft im Felde.“ In diesem Abschnitt wurden Briefe von Bibelforschern, die als Soldaten an der Front waren, abgedruckt.

## Tod und Nachfolge in der Wachtturm-Gesellschaft
Charles Taze Russell starb auf der Heimfahrt von einer Vortragsreise am 31. Oktober 1916 in einem Zug in Pampa im US-Bundesstaat Texas. In seinem Testament bestimmte er ein fünfköpfiges Herausgeber-Komitee für den Wachtturm und weitere Personen, die einzelne Mitglieder dieses Herausgeber-Komitees ersetzen könnten. Da von vornherein zwei der genannten Mitglieder aus persönlichen Gründen ausschieden, wurden sie durch zwei Personen aus einer „Ersatzliste“ ersetzt. Einer von ihnen war der Rechtsanwalt der Wachtturm-Gesellschaft, Joseph F. Rutherford. Im Januar 1917 wurde Rutherford auf der Jahreshauptversammlung der Wachtturmgesellschaft zum Nachfolger Russells ins Präsidentenamt gewählt.

## Bibelforscher im Anschluss an Russell

Geschichtliche Entwicklung der verschiedenen Bibelforschergruppen

1907 kam Russell zu der Auffassung, dass der Neue Bund zukünftig für Israel gelte, nicht mehr für die Christen. Dadurch entstand eine heftige Kontroverse unter den Bibelforschern. Hinzu kam, dass Russell in seinen eigenen Kreisen immer mehr als der „treue und kluge Knecht“ bezeichnet wurde. Diese Differenzen führten zur ersten Abspaltung. 1909 entstanden die New Covenant Bible Students und die New Covenant Believers, heute gemeinsam als Freie Bibelforscher bekannt.
1916 separierten sich die Ernsten Bibelforscher und 1919 die Laien-Heim-Missionsbewegung. 1931 entstanden durch weitere Lehränderungen der WT-Gesellschaft die Tagesanbruch Bibelstudien-Vereinigung, der sich daraufhin viele Ernste Bibelforscher anschlossen.  Alle diese Gemeinschaften berufen sich historisch auf Russell und werden als Bibelforscherbewegung bezeichnet.

## Mitherausgeber folgender Werke (Auswahl)
- Three Worlds, and the Harvest of This World, um 1877
- Millennium-Tagesanbruch bzw. Schriftstudien, 6 bzw. 7 Bände, ab 1886
- Photo-Drama der Schöpfung, Multimedia-Darstellung der Bibelgeschichte
- The Herald of the Morning, regelmäßige Zeitschrift, 1876–1879
- Zion’s Watch Tower and Herald of Christ’s Presence, regelmäßige Zeitschrift, ab Juli 1879
- FRAGEBUCH - WAS PASTOR RUSSELL SAGTE, deutsche Ausgabe vom Juni 2024 (englisch „WHAT PASTOR RUSSELL SAID“) https://www.bibelstandarte.de/FragebuchWasPastorRussellSagte2.pdf